# كل شي ماشي
كل شي ماشي مسلسل كوميدي سوري ناقد يعتمد على مبدأ اللوحة القصيرة التي لا تتجاوز الدقيقتين تنتهي كل لوحة بطرفة كما تنتهي كل حلقة بتقليد لفيديو كليب مشهور (ضارب) ولكن بطريقة كوميدية .
واللوحات تتناول مواضيع عديدة اجتماعية متنوعة والهدف الأساسي منها الوصول إلى ابتسامة حقيقية لقلب المشاهد العربي فالطرفة المعتمدة هي طرفة تعتمد على الموقف والكلمة بحيث تكون مفهومة على مستوى رقعة الوطن العربي بأكمله وخاصة أن مواضيعها تمس المواطن العربي أينما كان ولا تنحصر ببلد معين ..
والعمل منوع بشكل يحتوي على اللوحة (المشهدية) والأغنية وحتى في بعــض الأحيـان مـزج بـيـن (المشهدية والأغنية).
والجزء الأول فيه كان بعنوان مافي شي وقد لاقى استحسان المواطن اللبناني حين عرض بقناة أوربت المشفرة (قناة اليوم) كما لاقى استحسان المواطن السوري حين عرض على شاشة التلفزيون السوري .